# حمل بار فله

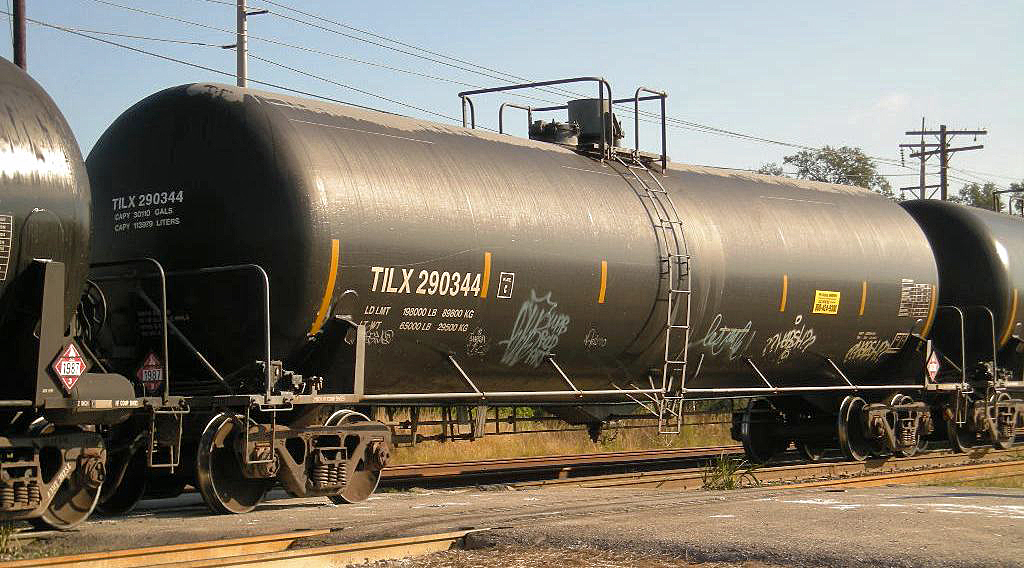
مخازن ویژهٔ حمل مایعات و گازها

حمل بار فله‌ای نوعی از حمل کالا است که در آن مواد در مخازن ویژه‌ای بسته به نوعشان حمل می‌شوند و این مخازن توسط وسایل نقلیه گوناگونی حمل می‌شوند.

## حمل بار فله در حمل ریلی
حمل بار فله در حمل ریلی به سه دسته تقسیم می‌گردد. واگن مسقف لبه کوتاه و لبه بلند روش بارگیری و تخلیه هر کدام متناسب با نوع بار متفاوت است. انتخاب مناسب‌ترین وسیله و روش برای بارگیری و تخلیه از اهمیت زیادی برخوردار است.

## حمل بار فله در حمل آبی

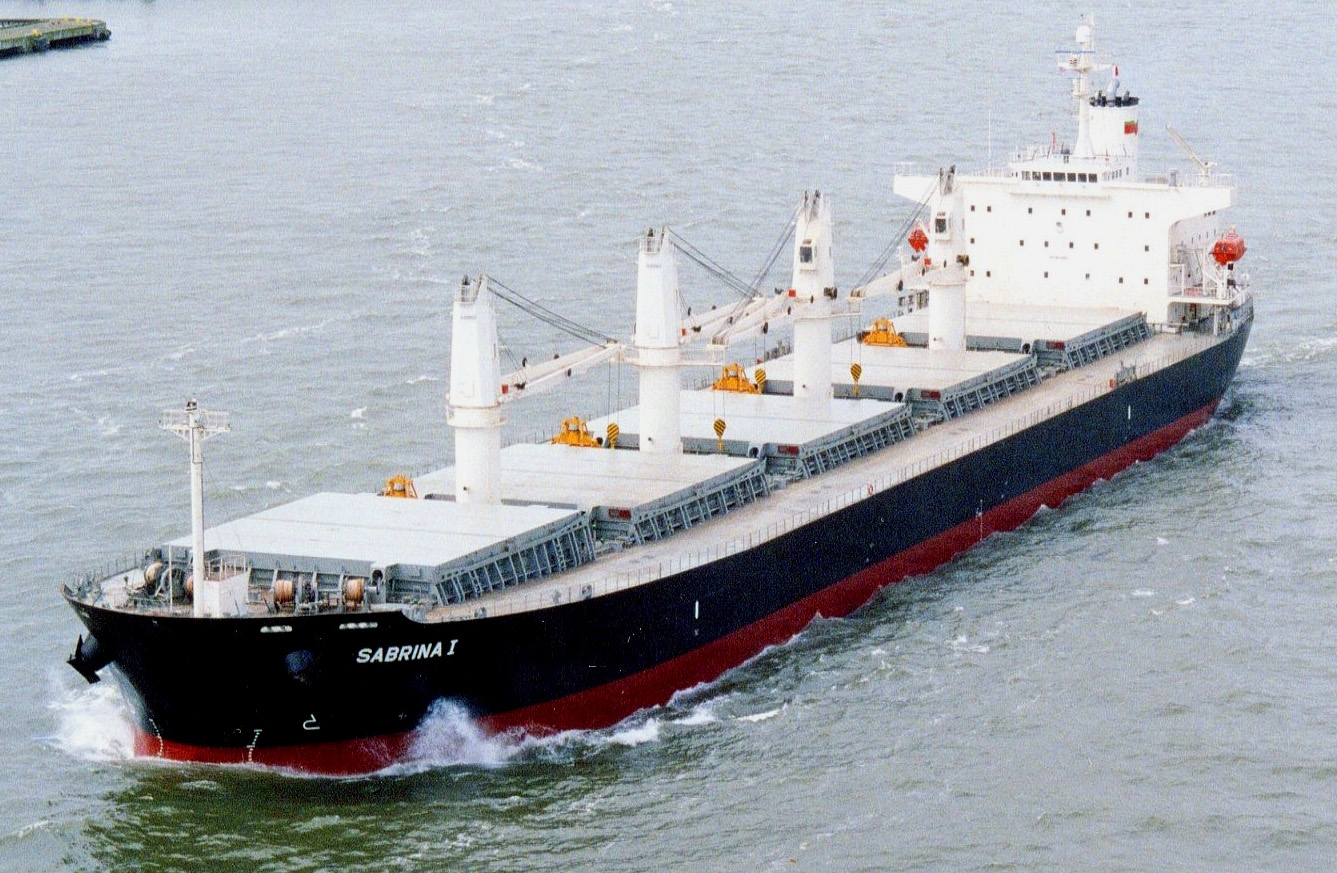
کشتی فله‌بر سابرینا ۱، از کلاس هندی‌مکس.

کشتی فَلّه‌بَر (به انگلیسی: Bulk carrier) نوعی کشتی تجاری است که برای ترابری کالاهای بسته‌بندی نشده و فله‌ای مانند غلات، زغال‌سنگ، کانی‌ها و سیمان به کار گرفته می‌شود.
این‌گونه کشتی‌ها از میانه‌های سدهٔ نوزدهم آغاز به رفت‌وآمد در آب‌ها کردند.
امروزه کشتی‌های فله‌بر یک‌سوم ناوگان تجاری کشتی‌های جهان را تشکیل می‌دهند.
کشور ایران ۳۸ کشتی فله‌بر دارد.

## کشتی حمل بار فله خشک (Bulk Carrier Dry)
این کشتی دارای موتور محرکه‌ای در قسمت عقب بدنه و انبارهای بزرگ مخصوص حمل کالای فله است. انبارها توخالی و یک طبقه و به شکل قیف مانند بوده و درب‌های آن‌ها بر روی عرشه قرار گرفته‌است.
این کشتی بیشترین تناژ حمل کالاهایی ازقبیل سنگ آهن، زغال سنگ و غلات را در جهان دارد.

## کشتی حمل بار فله مایع (Liquid Bulk Carrier)
به کشتی‌هایی که برای حمل بار فله مایع ساخته شده، تانکر گویند و انواع این کشتی از لحاظ نوع باری که حمل می‌کند عبارتند از:
1. نفتکش (Oil Tanker) شامل تانکرهای حمل فراورده نفتی و نفت خام
2. تانکر حمل گاز مایع (Liquid gas carrier) شامل تانکرهای حمل گاز LNG و گاز LPG
3. تانکر حمل مواد شیمیایی (Chemical carrier)

## حمل بار فله در حمل هوایی
محموله‌های هوایی نیز دارای بین وجهی هستند؛ اما کانتینرهای آن‌ها بسیار متفاوت و از نوع کانتینرهای بین وجهی محموله‌های هوایی هستند. محموله‌های کانتینری هوایی سبک تر و آسیب پذیرتر هستند. در حمل و نقل بین وجهی هوایی، معمولاً منظور مفهوم بسته بندی کانتینر حمل بین وجهی هوایی در مکان صادر‌کننده، حمل آن به فرودگاه و در پایان، بار زدن کانتینرها به کامیون در مقصد است. گاهی حمل و نقل دریایی و هوایی با هم مورد استفاده قرار می‌گیرند، به‌طوری‌که محموله‌ها از طریق دریا حمل شده و سپس تحویل هواپیما می‌شود.